# Kabhi Alvida Naa Kehna
Pour plus de détails, voir Fiche technique et Distribution.
Kabhi Alvida Naa Kehna (devanāgarī : कभी अलविदा न कहना, traduction : Ne dis jamais adieu) est un film indien réalisé par Karan Johar, sorti en 2006. Interprété par Shahrukh Khan, Rani Mukerji, Amitabh Bachchan, Preity Zinta et Abhishek Bachchan, il raconte le drame de deux couples mal assortis et la relation extra conjugale qui s'ensuit. La musique est composée par Shankar-Ehsaan-Loy sur des paroles de Javed Akhtar.

## Synopsis
Dev Saran (Shahrukh Khan), est un célèbre footballeur qui vit à New York avec sa femme Rhea (Preity Zinta), son fils Arjun (Ahsaas Channa) et sa mère Kamaljit (Kiron Kher). Maya Talwar (Rani Mukerji) s'apprête à épouser Rishi Talwar (Abhishek Bachchan), le fils de Samarjit Singh (Amitabh Bachchan), son père adoptif. Elle hésite à accepter ce mariage mais cède finalement sur les conseils de Dev qu'elle rencontre par hasard avant la cérémonie. Juste après leur rencontre, Dev, encore sous le charme de Maya, est renversé par une voiture : ses jambes sont brisées, l'obligeant à mettre un terme à sa carrière sportive.
Quatre ans plus tard, le mariage de Dev s'est dégradé, tandis que celui de Maya s'est avéré un échec. Dev retrouve par hasard Maya avec qui il lie alors une relation de plus en plus intime. Tous deux découvrent qu'ils éprouvent l'un pour l'autre des sentiments qui mettent leurs mariages en péril.

## Fiche technique
- Titre original : Kabhi Alvida Naa Kehna (en hindi : कभी अलविदा ना कहना)
- Réalisation : Karan Johar
- Scénario : Karan Johar, Shibani Bathija
- Dialogues : Niranjan Iyengar
- Producteur : Hiroo Johar
- Musique : Shankar-Ehsaan-Loy (Shankar Mahadevan, Loy Mendonsa et Ehsaan Noorani)
- Direction artistique : Sharmishta Roy
- Paroles : Javed Akhtar
- Photographie : Anil Mehta
- Montage : Sanjay Sankla
- Pays :  Inde
- Langues : hindi et anglais
- Durée : 193 minutes
- Genre : drame
- Date de sortie :

 Inde : 11 août 2006

## Distribution
- Amitabh Bachchan : Samarjit Singh Talwar (« Sexy Sam »)
- Shahrukh Khan : Dev Saran
- Rani Mukerji : Maya Talwar
- Preity Zinta : Rhea Saran
- Abhishek Bachchan : Rishi Talwar
- Kiron Kher : Kamaljit Saran, mère de Dev
- Arjun Rampal : Jay
- Ahsaas Channa : Arjun, fils de Rhea et Dev
- Greg D'Agostino : George Push, le coach
- Kajol et John Abraham : participation exceptionnelle

## Musique
| Chanson                   | Chantée par                                              | Durée      | Acteurs présents dans la scène                                                             |
| ------------------------- | -------------------------------------------------------- | ---------- | ------------------------------------------------------------------------------------------ |
| Kabhi Alvida Naa Kehna    | Sonu Nigam et Alka Yagnik                                | 8 min 03 s | Shahrukh Khan, Rani Mukerji, Abhishek Bachchan et Preity Zinta                             |
| Mitwa                     | Shafqat Amanat Ali, Shankar Mahadevan et Caralisa        | 6 min 22 s | Shahrukh Khan et Rani Mukerji                                                              |
| Where's The Party Tonight | Shaan, Vasundhara Das, Loy Mendonsa et Shankar Mahadevan | 6 min 18 s | Abhishek Bachchan, Preity Zinta, John Abraham. Shahrukh Khan et Rani Mukerji dans l'hôtel. |
| Tumhi Dekho Naa           | Sonu Nigam et Alka Yagnik                                | 5 min 47 s | Shahrukh Khan et Rani Mukerji                                                              |
| Mitwa Revisited           | Shafqat Amanat Ali, Shankar Mahadevan et Caralisa        | 5 min 32 s | -                                                                                          |
| Rock N Roll Soniye        | Shankar Mahadevan, Shaan et Mahalaxmi Iyer               | 5 min 41 s | Amitabh Bachchan, Abhishek Bachchan, Preity Zinta et Kajol (participation exceptionnelle)  |
| Farewell Trance           | Shweta Pandit et Caralisa                                | 5 min 44 s | -                                                                                          |

## Autour du film
Le rôle de Maya fut d'abord proposé à Kajol. Celle-ci préféra jouer dans Fanaa et Rani Mukherji, qui devait initialement interpréter Rhea, a finalement obtenu le rôle.
On entend aussi la chanson d'amour Tujhe Dekha To issue de Dilwale Dulhania Le Jayenge.

## Récompenses
- Global Indian Film Awards (2006) :
  - Meilleur acteur dans un second rôle : Abhishek Bachchan
  - Meilleure chanteuse de play-back : Alka Yagnik pour Kabhi Alvida Naa Kehna
- Star Screen Awards (2007) :
  - Meilleure paire d'acteurs : Shahrukh Khan et Rani Mukerji
- Filmfare Awards (2007) :
  - Meilleur acteur dans un second rôle : Abhishek Bachchan
- AIFA Awards (2007) :
  - Meilleure actrice dans un second rôle : Preity Zinta
  - Meilleur acteur dans un second rôle : Abhishek Bachan
  - Meilleur parolier : Javed Akhtar pour Mitwa
- Stardust Awards (2007) :
  - Meilleur acteur dans un second rôle : Abhishek Bachan
- IIFA Awards (2007) :
  - Meilleure actrice : Rani Mukerji